# Застава Исланда
Застава Исланда је регулисана законом 17. јуна 1944. године.
Цивилна застава се састоји из плавог поља на коме се налази бели крст унутар кога се налази још један јаркоцрвени крст. Бели крст је померен ка јарболу (тзв. нордијски крст). Државна застава, поред друкчије размере, има изрез у виду ластавичијег репа. На државној застави базиране су и председничка застава, која носи државни грб на пресеку кракова крста и застава царинске службе која носи слово T у горњем левом пољу.